# Kerecsend
Kerecsend è un comune dell'Ungheria di 2.258 abitanti (dati 2001). È situato nella contea di Heves.